# Isole Tag
Le Isole Tag (in lingua aleutina Tagachalugis) sono un gruppo di 11 piccoli isolotti che fanno parte delle Delarof orientali nell'arcipelago delle Aleutine ed appartengono all'Alaska (USA). Il maggiore di essi era stato registrato con il suo nome aleutino Tagachalugis dal capitano Teben'kov nel 1852, in seguito ci si riferì all'intero gruppo come isole Tag.
L'intero gruppo raggiunge una dimensione di circa 800 metri e si trova 4 km a sud dell'isola di Skagul.